# 菊池武政
菊池 武政（きくち たけまさ）は、南北朝時代の武将。菊池氏の第16代当主。第15代当主菊池武光の子。良政の兄。通称は菊池次郎。

## 生涯
父と共に九州における北朝勢力と戦い筑後川の戦いにも従軍、建徳2年/応安4年（1371年）7月に九州探題今川了俊の嫡男貞臣と田原氏能が籠城した高崎山城を攻撃、翌文中元年/応安5年（1372年）2月に肥前に上陸した了俊の弟仲秋を攻めたが敗れ、大宰府を捨てて父と共に高良山に逃れた。文中2年/応安6年（1373年）11月に病死した父の後を受けて家督を継いだが、阿蘇惟武に援軍を要請する必要に迫られるほど菊池氏の勢力は逼迫するようになったと言われている。
家督継承後から半年後の文中3年/応安7年（1374年）5月26日、戦いで負った傷がもとで病没。享年33歳。遺体は熊本県菊池市正観寺に葬られ、子の武朝が後を継いだ。法名は志行。
明治44年（1911年）11月15日、従三位を贈られた。
菊池十八外城の中心である菊池城は正平年間に武政が築城したと言われている。

## 関連事項
- 小木阿蘇神社